# Мухтар (альмамі Фута-Торо)
Мухтар ібн Сіре (д/н — 1807) — 2-й альмамі імамату Фута-Торо в 1806—1807 роках.

## Життєпис
Походив з впливового роду Талл з області Дамга. Про нього обмаль відомостей. 1806 року брав участь у змові проти альмамі Абдул-Кадір Кане, після вбивства якого став новим володарем Фута-Торо.
Втім невдовзі стикнувся з повстаннями залежним держав. Проти нього об'єдналися Дессекоро Кулібалі, фаама Каарти (на сході), та Боссей, альмамі Бунду (на півдні). Вже 1807 року альмамі Мухтар зазнав поразки й загинув. Новим альмамі було обрано Хамад Ламін Баал.